# Velaine-sous-Amance
Velaine-sous-Amance is een gemeente in het Franse departement Meurthe-et-Moselle (regio Grand Est) en telt 271 inwoners (1999). De plaats maakt deel uit van het arrondissement Nancy.

## Geografie
De oppervlakte van Velaine-sous-Amance bedraagt 6,5 km², de bevolkingsdichtheid is 41,7 inwoners per km².
De onderstaande kaart toont de ligging van Velaine-sous-Amance met de belangrijkste infrastructuur en aangrenzende gemeenten.

## Demografie
Onderstaande figuur toont het verloop van het inwonertal (bron: INSEE-tellingen).